# Veternik Nowy Sad
FK Veternik, serb:  ФK Beтepник – serbski klub piłkarski z Nowego Sadu. Został utworzony w 1977 roku. Obecnie występuje w Srpska Liga Vojvodina.